# Rawhi Fattouh
Rawhi Fattuh (en árabe: روحي فتوح, Rawhi Fatūḥ, también transcrito como Rauhi Fattouh) (nacido en 1949) es el expresidente del Consejo Legislativo Palestino. Fue el presidente interino de la Autoridad Palestina tras la muerte de Yasser Arafat, del 11 de noviembre de 2004 hasta el 15 de enero de 2005, pues bajo la ley palestina, debía ocupar el cargo durante 60 días hasta que unas elecciones se llevaran a cabo. Las elecciones se celebraron y las ganó Mahmoud Abbas, quien juró el cargo el 15 de enero de 2005. 

## Biografía
Un miembro del movimiento Fatah de Arafat, se convirtió en el presidente del Consejo Legislativo Palestino (es decir, el parlamento) el 10 de marzo de 2004. Fue elegido en 1996 como representante de la ciudad de Rafah (en la Franja de Gaza), donde nació y ha vivido la mayor parte de su vida. Se desempeñó como secretario del consejo hasta noviembre de 2003, cuando se convirtió en el ministro de Agricultura en el gobierno de Ahmed Qurei.
En marzo de 2004, Fatah lo nominó como su candidato para el puesto de presidente del Consejo Legislativo Palestino, con 34 delegados de Fatah votar a favor y 10 en contra. Fattuh es generalmente considerado como un moderado. Apoyó Ahmed Qureia, su predecesor como Presidente del Consejo Legislativo Palestino y ex primer ministro de la Autoridad Palestina, como reemplazo permanente de Arafat. Qureia se considera que ha jugado un papel decisivo en la negociación de los Acuerdos de Oslo
En noviembre de 2004, apoyó a Ahmed Keri, su predecesor como presidente del consejo y ex primer ministro, para reemplazar a Arafat como presidente de la Autoridad Palestina.. Futuf prestó juramento como presidente interino de la Autoridad Palestina el 11 de noviembre de 2004 tras la muerte de Arafat. Después de su juramento, elogió a Arafat como un " mártir del pueblo palestino " y prometió continuar cuidadosamente con sus políticas. Según la ley palestina , ejerció como presidente interino durante 60 días, al final de los cuales se celebraron elecciones . Mahmoud Abbas (Abu Mazen) ganó las elecciones y Fatuh terminó su cargo como presidente de la Autoridad Palestina el 15 de enero de 2005 . Open se desempeñó como ministro de Agricultura en el gobierno de Ahmed Keri.(2)
Fattuh no participó en la elección legislativa de 2006 y ya no es un miembro del Consejo Legislativo Palestino.
En diciembre de 2024 Mahmoud Abbas (89), presidente de la Autoridad Palestina (PA), publicó una "declaración constitucional" afirmando que Rawhi Fattouh, presidente del Consejo Nacional Palestino (PNC), asumirá el cargo de Presidente interino "si el cargo queda vacante a causa de su muerte".